# 신선아
신선아(1985년 7월 26일 ~ )는 대한민국의 레이싱 모델이다.

## 경력사항
- 2005년 서울모터쇼 로노삼성모델
- 2005년 BAT GT 챔피언쉽 SK XQ 레이싱모델
- 2006년 부산모터쇼 JEEP 모델
- 2008년 CJ슈퍼레이스 레이싱모델
- 2010년 캐논코리아컨슈머이미징 레이싱모델
- 2011년 서울코엑스 레이싱모델
- 2013년 킨덱스모터쇼 레이싱모델
- 2013년 서울모터쇼 레이싱모델
- 2014년 부산국제모터쇼 레이싱모델
- 2015년 서한 퍼플모터스포츠 레이싱모델
- 2016년 CJ대한통운 슈퍼레이스 레이싱모델

## 수상
- 2008년 CJ슈퍼레이싱 퀸 선발대회 슈퍼레이스상